# Avalon (California)
Avalon es la única ciudad rural en la isla de Santa Catalina; además de Avalon se encuentra el pequeño poblado de Two Harbors. Su código postal es 90704 y está situada en el condado de Los Ángeles, California, en los Estados Unidos. Según el censo del año 2020 la población de la ciudad era de 3,460 habitantes.
Los vecindarios más antiguos de la ciudad se encuentran cerca del litoral, son dominados por casas antiguas y pequeñas, las cuales poseen varios estilos arquitectónicos tradicionales. También existen varios complejos habitacionales, los cuales se sitúan cerca de las colinas.

## Sobre Avalon
Avalon es una ciudad rural costera cuya principal fuente de ingresos es el turismo y los negocios.
El barrio viejo lo conforman pequeñas casas y edificios de dos o tres pisos. Estas construcciones presentan varios estilos arquitectónicos tradicionales. Los edificios altos están en las colinas, lejos del litoral.

## Geografía
Avalon se encuentra situado en las coordenadas geográficas: 33° 20′ 27" al norte y 118° 19′ 40″ al oeste. Según la Oficina del Censo de los Estados Unidos, la ciudad tiene un área total de 8.2 km². 7.3 km² de los cuales corresponden a tierra firme y 0.9 km² están cubiertos por agua. 
El clima de la ciudad es de tipo mediterráneo. Es un clima muy suave y bastante árido, con una media anual de 16.1 °C y precipitaciones de unos 200 mm anuales. Las temperaturas máximas en el verano pueden alcanzar los 32 °C (pero raramente se superan los 26-27 °C ), la temperatura en verano es muy variable durante el día a día, el promedio de temperaturas máximas son de 19 a 25 °C, normalmente rondando los 19-21 °C aunque hay algunos días que el mercurio puede subir encima de los 26 °C pero ocurre solo un día, y después ya son valores normales; las temperaturas mínimas están entre los 15-16 hasta los 19-20 °C ya que dependen igualmente porque es muy variable. La temperatura en invierno tiene un promedio de máximas de 16-17 °C y las mínimas de 10-11 °C. Las precipitaciones ocurren en los meses de invierno y primavera.

## Transporte

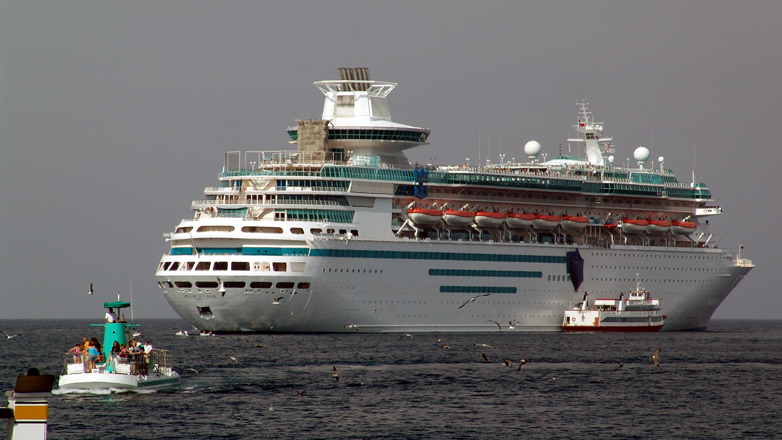
Un crucero en la bahía de Avalon

La ciudad cuenta con servicio diario de barcas a las playas de Newport, San Pedro, Long Beach, Marina del Rey y al Punto de Dana. El Aeropuerto de Catalina, también conocido como aeropuerto en el cielo, se localiza a 16 km al oeste de Avalon. También, varias compañías de helicópteros sirven a la ciudad.

### Transporte urbano
El transporte en Avalon se realiza en pequeños vehículos similares a los carritos de golf. Es muy difícil conseguir un permiso para tener un automóvil normal. La ciudad tiene sus propios programas de movilidad, los cuales se han de acatar. Los visitantes pueden caminar, alquilar una bicicleta, alquilar un coche, viajar en autobús o utilizar el servicio de taxis.

## Demografía

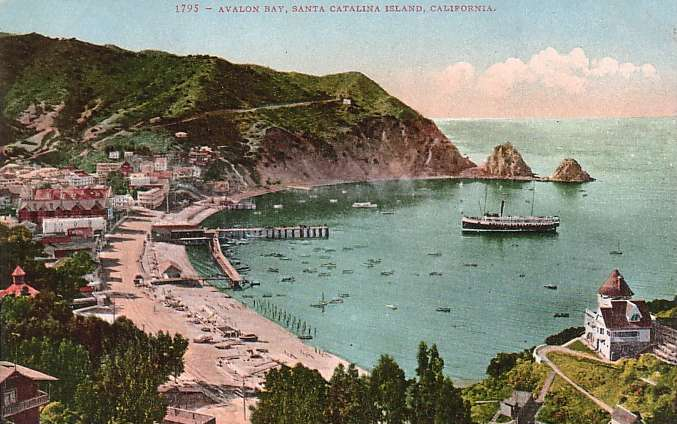
Bahía de Avalon en 1910.

Según el censo del año 2000, hay 3127 personas, 1158 casas, y 719 familias que residen en la ciudad. La densidad de población es de 429.7/km². La población se compone de 71.63% blancos, 0.74% negros, 1.02% americanos nativos, 0.61% asiáticos, 0.22% isleños del pacífico, 20.37% de otras razas y 5.40% de dos o más razas. 
Hay 1.158 casas, de las cuales el 38.3% son habitadas por familias con hijos menores de edad, 44.0% son habitadas por parejas casadas, el 11.2% son habitadas por madres solteras y el 37.9% no son familia. El 10.1% son personas mayores de 65 años que viven solos. El tamaño promedio de una familia es de 3.38 miembros.
En la ciudad el 30.3% de la población es menor de edad; 7.7% tiene entre 18 y 24 años; el 30.2% tiene entre 25 y 44; el 21.7% tiene entre 45 y 64; y el 10.1% tiene 65 años de la edad o más. La edad media es de 34 años. Por cada 100 hembras hay 99.4 varones. Por cada 100 mujeres mayores de 18 años, hay 98.2 varones.

## Economía

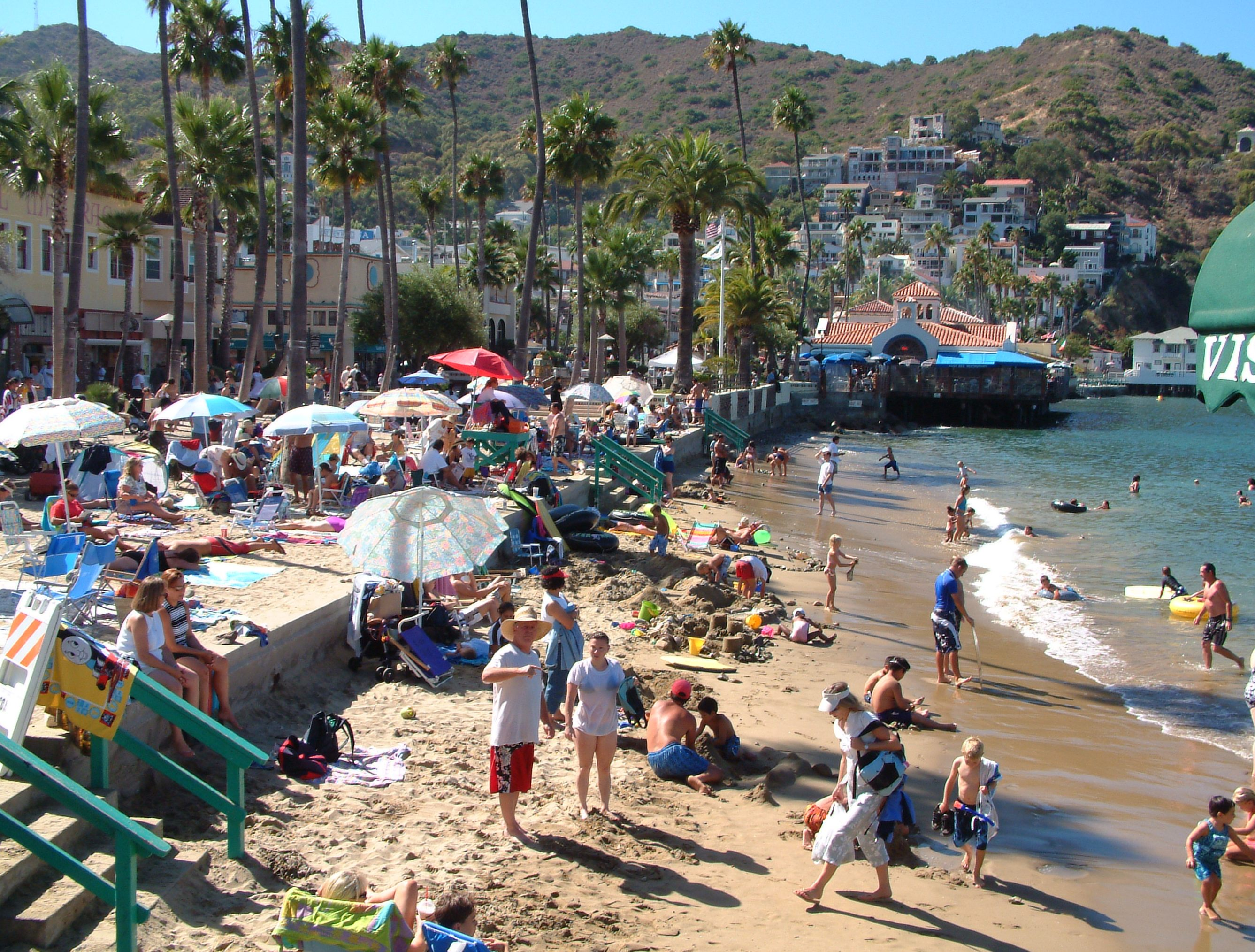
Playa en Avalon.

La economía de Avalon está basada principalmente en el turismo. La población también se dedica al comercio y a los servicios. Los ingresos medios de un cabeza de familia en la ciudad es de $39.327, y el ingreso medio familiar es $46.406. Los hombres tienen un ingreso medio de $30.789 frente a $24.643 de las mujeres. El ingreso per cápita de la ciudad es de $21.032. El 9,2% de la población y el 10.4% de las familias están debajo de la línea de pobreza. Del total de gente en esta situación, 11.5% tienen menos de 18 y el 4.6% tienen 65 años o más.
Debido a su ubicación, es un punto turístico, de negocios y de servicios. Sus principales atracciones, aparte de la ciudad en sí, son el Wrigley Memorial y el Botanical Garden, los cuales se encuentran en las colinas del suroeste de la ciudad.

## Educación
La educación en la ciudad es atendida por el distrito educacional de Long Beach. En la ciudad cuenta con un complejo de escuelas (Avalon Schools), las cuales imparten educación preescolar, primaria, secundaria y media superior; sin embargo, dichas escuelas cuentan con un solo director. En el pequeño pueblo de Two Harbors se encuentra una pequeña escuela rural, la cual depende del distrito educacional de Long Beach.